# Cantón de Allanche
El cantón de Allanche era una división administrativa francesa, que estaba situada en el departamento de Cantal y la región de Auvernia.

## Composición
El cantón estaba formado por once comunas:
- Allanche
- Charmensac
- Joursac
- Landeyrat
- Peyrusse
- Pradiers
- Sainte-Anastasie
- Saint-Saturnin
- Ségur-les-Villas
- Vernols
- Vèze

## Supresión del cantón de Allanche
En aplicación del Decreto n.º 2014-149 de 13 de febrero de 2014, el cantón de Allanche fue suprimido el 22 de marzo de 2015 y sus 11 comunas pasaron a formar parte del nuevo cantón de Murat.